# Anexión del istmo de Gibraltar al Reino Unido

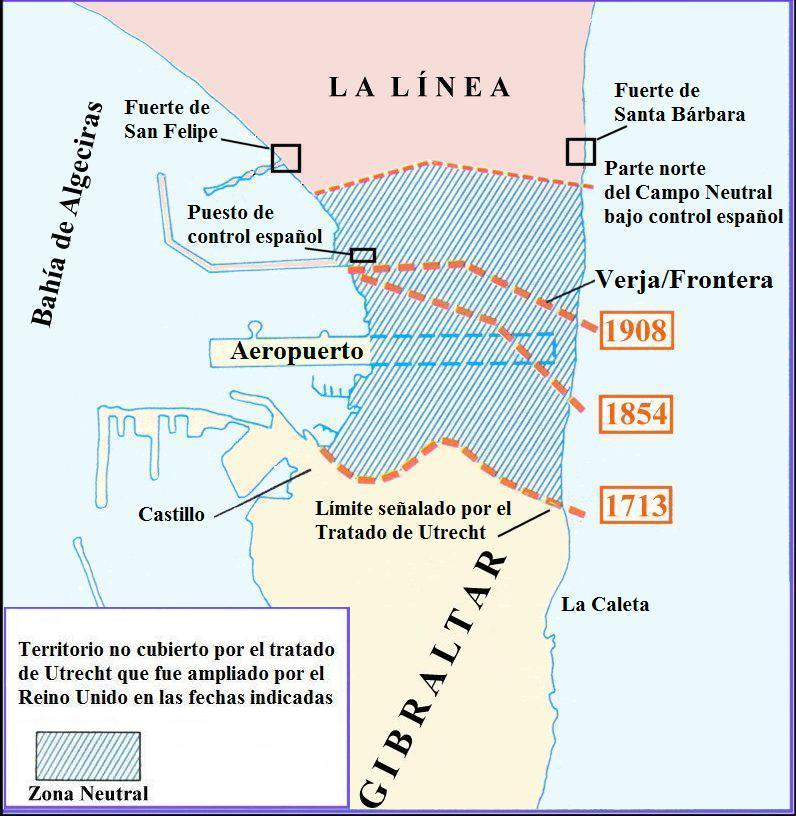
Fronteras de 1713, de 1854 y de 1908 (actual).

La anexión del istmo de Gibraltar a Reino Unido se refiere a la ocupación y anexión de facto por parte británica del istmo de Gibraltar, llevada a cabo con el establecimiento de vallas fronterizas sobre el previamente territorio neutral, más allá de su frontera inicial, en 1854 y en 1908.

## Antecedentes
La Línea de Contravalación, un sistema de fortificaciones creado ante el temor de las autoridades españolas de que el Reino Unido pudiera ampliar sus dominios en el sur de la península extendiéndose más allá del peñón de Gibraltar, fue destruida en 1810, al igual que la mayoría de las fortificaciones de la Bahía de Algeciras, por un cuerpo de zapadores británico con el pretexto de impedir que cayera en manos de las tropas napoleónicas. Tras el fin de la Guerra de la Independencia Española en 1814, una epidemia de fiebre amarilla afectó a Gibraltar en 1815. España, entonces bajo el reinado de Fernando VII, accedió a una petición del Gobierno británico para construir barracones sanitarios en la zona neutral, sin embargo, una vez pasó la epidemia, estas construcciones no fueron retiradas del istmo.

## Primera anexión
La historia se repitió con otra epidemia de fiebre amarilla en 1854, bajo el reinado en España de Isabel II. Esta vez el Reino Unido no sólo instaló más barracones en una parte del territorio neutral, sino que además construyó una valla fronteriza sobre éste, anexando de facto el territorio comprendido entre tal valla y la antigua frontera del Peñón.
Esta acción llevó a protestas por parte de España. Así, el embajador de España en Londres, Juan Tomás Comyn, se comunicó en 1863 con el secretario de Estado británico para los Negocios Extranjeros, Conde de Russell, al comprobar que tras las epidemias los británicos seguían allí:
En el año 1854, con motivo de la epidemia que reinaba en Andalucía las autoridades de Gibraltar hicieron construir una especie de población con barracas de madera y edificios ligeros fuera de las murallas, a fin de alojar a parte de los habitantes de la Plaza y a la tropa, estableciendo puestos para guardias y una línea de garitas para centinelas. Terminada la epidemia, se deshicieron algunas barracas, pero se conservaron los cuerpos de guardia, las garitas y un caserío de madera distante de nuestra línea como unas seiscientas varas, y esta nueva población se ha convertido ahora en un verdadero campamento, ocupado constantemente por un Regimiento de la guarnición de la Plaza. Sensible es que en 1854 se permitiese a la guarnición de Gibraltar alojarse fuera del recinto de sus murallas, invadiendo el Terreno Neutral y usurpando el que le estaba vedado por los Tratados vigentes; pero esta condescendencia, hija únicamente de un sentimiento filantrópico, no puede de manera alguna invocarse como un asentimiento de parte de España a la ocupación permanente del Terreno llamado Neutral, por las fuerzas inglesas; y, habiendo desaparecido las circunstancias que la motivaron, es evidente que las cosas debieron volver al estado que tenían antes que una razón de humanidad autorizase a introducir en ellas las alteraciones indicadas.

## Segunda anexión
En el año 1908, bajo el reinado español de Alfonso XIII, el ejército británico levantó otra valla aún más lejos del Peñón, delimitando frente a Gibraltar un total de 106 hectáreas de las 156 del espacio neutral. El 5 de agosto de 1908, el embajador británico en España informó al ministro de Estado español de la intención británica de erigir la nueva valla, en el "borde neutral del territorio británico", careciendo de "naturaleza militar o defensiva". La respuesta española se produjo en febrero de 1909, reclamando acerca de la ubicación de la valla, ante lo que los británicos respondieron en marzo que se encontraba "en territorio británico". Desde entonces, la valla es conocida en España como la Verja de Gibraltar, constituyéndose en la nueva frontera del territorio.
Décadas más tarde, aprovechando que España estaba inmersa en una guerra civil, en el territorio anexionado fueron levantadas varias infraestructuras, entre ellas el aeropuerto de Gibraltar, con su pista de aterrizaje adentrándose en aguas territoriales españolas.